# Antromastoidektomia
Antromastoidektomia (wydłutowanie wyrostka sutkowatego, ang. antromastoidectomy) – operacja laryngologiczna polegająca na otwarciu wyrostka sutkowatego i usunięciu jego zawartości. Wykonywana jest w znieczuleniu ogólnym. Pozostałością po zabiegu jest zagłębienie w kości wielkości ziarna fasoli wyczuwane za małżowiną uszną.

## Wskazania
Zasadniczym wskazaniem do tego zabiegu jest zapalenie wyrostka sutkowatego i jego powikłania oraz powikłane ostre zapalenie ucha środkowego. Może być on też przeprowadzony jako wstępny etap innych operacji otochirurgicznych.

## Cele operacji
- niedopuszczenie do rozprzestrzeniania się stanu zapalnego na okoliczne tkanki i kość skroniową
- ochrona narządu słuchu przed uszkodzeniem związanym z  rozprzestrzenianiem się zapalenia.

## Etapy zabiegu
- cięcie zauszne (1 cm od przyczepu małżowiny usznej), łukowate, obejmujące przyczep małżowiny usznej
- odsunięcie raspatorem części miękkich wraz z okostną na boki
- wytworzenie płata mięśniowo-okostnowego Kernera
- usunięcie tkanki kostnej wyrostka sutkowatego przy pomocy specjalnych wierteł laryngologicznych pod kontrolą mikroskopu
- otwarcie jamy sutkowej
- sukcesywne usuwanie wszystkich komórek powietrznych wyrostka sutkowatego przy użyciu specjalnych frezów usznych; w szczególności uwagę należy zwrócić na komórki:
  - kąta zatokowo-oponowego
  - nasady wyrostka jarzmowego
  - trójkąta Trautmanna.

Operację kończy kontrola blaszek kostnych środkowego i tylnego dołu czaszki oraz zatoki esowatej.
W przypadku stwierdzenia zmian chorobowych wymienionych struktur, należy usunąć blaszki kostne i odsłonić oponę twardą przedniego i środkowego dołu czaszki oraz zatoki esowatej.

## Postępowanie pooperacyjne
Do jamy potrepanacyjnej zakładany jest seton oraz czasami dren Panrosego. Pacjentowi podaje się antybiotyki drogą dożylną. Po kilku dniach w znieczuleniu ogólnym wykonuje się tak zwany "głęboki opatrunek" i usuwa się seton. Jama potrepanacyjna wypełnia się ziarniną a rana za uchem stopniowo się goi.
W trakcie tej operacji nie powinno otwierać się jamy bębenkowej i tylnej kostnej części ściany przewodu słuchowego zewnętrznego.
Podczas manipulacji w okolicy aditus ad antrum należy szczególnie uważać aby nie doprowadzić do zwichnięcia kowadełka, co w konsekwencji może osłabić słuch.